# Убийство Дарьи Дугиной
Убийство Дарьи Ду́гиной, российской журналистки, политолога и евразийской активистки, дочери философа Александра Дугина (известной также под псевдонимом Дарья Платонова) произошло 20 августа 2022 года, приблизительно в 21:00 (по другой информации, около 21:30 или 22:00) на Можайском шоссе в районе подмосковного посёлка Большие Вязёмы. В автомобиле, которым управляла Дугина, сработало взрывное устройство.

## Личность убитой
Дарья Дугина родилась 15 декабря 1992 года в Москве в семье идеолога евразийского движения, философа Александра Дугина и философа Наталии Мелентьевой. Во время учёбы на философском факультете МГУ Дугина в 2012—2013 учебном году прошла академическую стажировку в Университете Бордо III. Владела французским языком. В 2014 году окончила философский факультет и поступила в аспирантуру МГУ. Подготовила диссертацию на соискание учёной степени кандидата философских наук, однако так и не защитила её.
В конце 2010-х годов Дугина начала высказываться в российских СМИ по внешнеполитическим и внутриполитическим событиям. Дарья Дугина работала журналисткой, писала для государственных и близких к власти СМИ, таких как Russia Today, «Звезда» и «Царьград» под псевдонимом Дарья Платонова. В качестве комментатора Дарья Дугина появлялась и в других российских СМИ — в издании Mash, на радио «Комсомольская правда», на телеканале «Царьград ТВ», на сайте «Геополитика.ру». Дарья Дугина также подготавливала материалы для сайта своего отца dugin.tv, выступала спикером на мероприятиях Евразийского движения, являлась политическим обозревателем Международного евразийского движения, возглавляемого её отцом. Работала главным редактором сайта United World International (создан в 2020 году) Евгения Пригожина.
Дугина поддерживала тесные связи с французскими ультраконсервативными интеллектуальными кругами. По данным Bellingcat, перед президентскими выборами во Франции 2017 года журналистка участвовала в попытках России повлиять на Марин Ле Пен для отмены санкций.
Дарья Дугина публично поддерживала вторжение России на Украину и имперские взгляды своего отца, Александра Дугина. Она подготовила репортаж с завода «Азовсталь», захваченого российской армией. Дугина была одним из авторов готовящейся к выходу осенью 2022 года «Книги Z» с рассказами о российских военных, участвовавших во вторжении.
По оценке властей Великобритании, являлась частым и известным источником (англ. high-profile contributor) дезинформации об Украине и российском вторжении. В 2022 году США, Великобритания, Канада, Австралия и Новая Зеландия ввели против неё персональные санкции за её деятельность на посту главного редактора United World International и, по оценкам властей данных стран, распространение дезинформации.

## Обстоятельства убийства
Дугина возвращалась домой с ежегодного семейного литературно-музыкального фестиваля «Традиция». Неизвестно, являлась ли мишенью она сама или её отец, который не поехал с ней, в последний момент почему-то пересев в другую машину. По данным газеты «Коммерсантъ», после взрыва внедорожник Toyota Land Cruiser Prado потерял управление, остановился и загорелся. По данным издания, в салоне было обнаружено сильно обгоревшее тело. В то же время, по мнению Проверено.Медиа, эта информация является ошибочной, а в действительности взрывом машине оторвало крышу, а Дугину, сидевшую за рулём, выбросило наружу. На место преступления прибыл отец Александр Дугин. Автомобиль, при взрыве которого погибла 29-летняя Дарья Дугина, был 2021 года выпуска и принадлежал ей самой.

## Прощание и похороны
23 августа состоялась церемония прощания с Дарьей в телецентре «Останкино». На церемонии прощания присутствовали свыше 200 человек, в том числе лидер партии ЛДПР Леонид Слуцкий (который отметился на похоронах высказыванием «Одна страна, один президент, одна победа», позже удалённым из видеозаписи. По версии некоторых СМИ высказывание схоже с нацистским лозунгом «Один народ, один рейх, один фюрер»).
Представитель президента России в Центральном федеральном округе Игорь Щёголев вручил Александру Дугину орден Мужества дочери.
Отпевание Дарьи Дугиной состоялось в единоверческом Михаило-Архангельском храме РПЦ, в нём принял участие патриарший наместник Московской митрополии митрополит Крутицкий и Коломенский Павел, который по окончании богослужения от имени святейшего патриарха Московского и всея Руси Кирилла передал соболезнования и слова молитвенной поддержки Александру Дугину и родственникам погибшей. После отпевания состоялось погребение.
Дарья Дугина похоронена на кладбище в селе Михайловская Слобода в Раменском городском округе, рядом с могилой бабушки.

## Следствие
Следственный комитет России возбудил уголовное дело по статье «убийство, совершённое общеопасным способом». В сообщении ведомства говорится, что «прорабатываются все возможные версии совершённого преступления». Издания Baza и «Коммерсантъ» писали, что одной из версий было покушение на жизнь Александра Дугина. Делом занялась прокуратура Московской области. Позже председатель Следственного комитета Александр Бастрыкин поручил передать дело об убийстве Дугиной в центральный аппарат СК РФ. Следствие полагает, что убийство было заказным, а под днищем автомобиля со стороны водителя было установлено взрывное устройство. Согласно сообщению ТАСС, взрывное устройство имело мощность 400 г тротила. Части бомбы были отправлены на экспертизу. 22 августа ТАСС со ссылкой на источник в правоохранительных органах сообщил, что автомобиль, в котором погибла Дарья Дугина, был взорван дистанционно. По предварительным результатам вскрытия, Дугина умерла практически мгновенно в результате шока, вызванного тяжёлыми травмами, в том числе травматической ампутацией конечности.
22 августа Федеральная служба безопасности России заявила о раскрытии убийства: по версии ведомства, «преступление подготовлено и совершено украинскими спецслужбами». В ФСБ назвали возможным исполнителем Наталью Вовк, гражданку Украины, уехавшую вместе с дочерью в Эстонию после предполагаемого участия в преступлении. По данным ФСБ, для организации убийства Дугиной и получения информации о её образе жизни Наталья Вовк арендовала квартиру в Москве в доме, где жила Дугина. ФСБ опубликовала несколько видео с подозреваемой, на которых видно, как она въезжает в Россию, входит в подъезд Дугиной и выезжает из России в Эстонию.
29 августа ФСБ сообщила о наличии в деле ещё одного подозреваемого: по версии следствия, соучастником убийства Дугиной был гражданин Украины, который проживал в Донецке и выехал оттуда в начале июля. Утверждается, что он обеспечил поддельными документами и автомобильными номерными знаками первую подозреваемую, и участвовал в изготовлении бомбы.
2 ноября Басманный суд на 2 месяца заочно арестовал Наталью Вовк. Срок содержания обвиняемой будет исчисляться с момента экстрадиции на территорию РФ или задержания внутри России.
Андрея Кузнецова и Александра Сучкова, обвиняемых в подделке документов, которые, по версии следствия, помогли Наталье Вовк совершить убийство, приговорили к 3 годам и 6 месяцам колонии.

## Реакция
Российские власти обвиняют в совершении преступления спецслужбы Украины, украинские власти отвергают свою причастность к убийству. Эстонские власти назвали бегство предполагаемого убийцы из России через границу с Эстонией провокацией ФСБ России.
В связи с убийством Дарьи Дугиной соболезнования семье выразили такие высокопоставленные российские лица, как патриарх Московский и Всея Руси Кирилл и президент России Владимир Путин. Путин посмертно наградил Дугину орденом Мужества «за мужество и самоотверженность, проявленные при исполнении профессионального долга». Дарье Дугиной посмертно были присуждены премии Клуба журналистов Мексики и Союза журналистов Черногории.
24 августа папа римский Франциск в своём обращении по случаю полугода войны на Украине упомянул Дарью Дугину, назвав её «невинной жертвой» войны. Заявление Франциска подверглось резкой критике со стороны посла Украины в Ватикане Андрея Юраша.

## Память
- 21 сентября 2022 года глава администрации Ясногорского района Тульской области Владимир Мухин подписал распоряжение о присвоении одной из улиц города Ясногорска имени Дарьи Дугиной[57].
- 20 февраля 2023 года Общественной палатой Российской Федерации утверждена международная молодежная премия «Русский фронтир» имени Дарьи Дугиной.
- 12 апреля 2023 года именем Дарьи Дугиной была названа одна из улиц Мелитополя[58].
- 29 апреля 2023 года на одном из зданий Мелитопольского государственного университета были открыты мурал и мемориальная доска с изображением Дарьи Дугиной. Автором проекта мурала стал российский художник Алексей Гинтовт[59].
- 20 августа 2023 года именем Дарьи Дугиной назвали улицу в Донецке, она проходит рядом с парком имени первого главы Донецкой Народной Республики Александра Захарченко[60].
- 15 декабря 2024 года на месте гибели Дарьи Дугиной был освящён поклонный крест[61].
- 20 августа 2025 года в  парке «Захарово» Одинцовского городского округа в Подмосковье рядом с усадьбой «Захарово» недалеко от того места, где погибла Дарья, ей был открыт памятник высотой 3,5 м работы скульптора Дмитрия Александрова, который был знаком с Дарьей.

### Фильмы
- «Закрыв глаза, остаться воином... Жизнь и смерть Дарьи Дугиной» (2022) — документальный фильм, реж. Светлана Бодрова
- «Дарья Дугина: Мы навсегда в этом лете» (2024) — документальный фильм, реж. Анастасия Михайловская

### Книги
На русском языке:
- «Топи и выси моего сердца». — М.: «АСТ», 2023. — 432 с. — ISBN 978-5-17-153742-5.
- «Эсхатологический оптимизм. Философские размышления». — М.: «АСТ», 2023. — 416 с. — ISBN 978-5-17-155889-5.
- «Теория Европы». — М.: «Академический проект», 2024. — 280 с. — ISBN 978-5-8291-4352-7.
- «Русский фронтир». — М.: «Академический проект», 2024. — 335 с. — ISBN 978-5-8291-4323-7.
- «Фонари уверяли, что снег - лишь иллюзия». — М.: «Владимир Даль», 2024. — 507 с. — ISBN 978-5-93615-380-8.

На иностранных языках:
- «Eschatological Optimism». — «Prav Publishing», 2023. — 358 с. — ISBN 978-1952671784.
- «For a Radical Life». — «Prav Publishing», 2024. — 70 с. — ISBN 978-1952671920.
- «A Theory of Europe: A View of the New Right». — «Arktos Media[англ.]», 2024. — 302 с. — ISBN 978-1915755940.

## Неофициальные версии
По словам живущего в Киеве бывшего депутата Госдумы Ильи Пономарёва, убийство Дугиной — дело рук подпольной группы диверсантов, борющихся с режимом Владимира Путина, а за её убийством стоит некая «Национальная республиканская армия». По его словам, он поддерживал связь с группировкой, которая взяла на себя ответственность. Пономарёв отметил, что партизаны ожидали, что во взорванной машине будет не только Дарья Дугина, но и её отец, и что дата подрыва машины выбрана не случайно — ровно за год до этого Дугин написал твит с фразой: «То, что меня не убивает, убивает кого-то ещё».
По сообщению The New York Times, со ссылкой на источники в разведывательных службах США, к гибели Дугиной причастны украинские власти. Источники газеты согласились с предположением, что настоящей целью преступников мог быть отец погибшей, но не смогли указать, кто именно в правительстве Украины отвечал за проведение операции и была ли она одобрена президентом Зеленским. Вместе с тем, отмечается, что США никоим образом не причастны к случившемуся и не способствовали ему, в том числе, средствами наводящей информации. Также было сообщено, что власти США заранее даже не знали об этой операции, а если бы знали, то выступили бы против её проведения.
По утверждению The Washington Post, организатором взрыва, из-за которого погибла Дарья Дугина, была Служба безопасности Украины, причём целью операции СБУ был Александр Дугин, а его дочь погибла по случайности. Украинка Наталья Вовк, чьё имя фигурировало в сообщениях российских правоохранителей, ввезла в Россию компоненты взрывного устройства в переноске для кошки. ЦРУ не прокомментировало статью. Глава СБУ Василий Малюк заявил, что все цели операций его ведомства совершенно легитимны.